# Thereutria pulchripes
Thereutria pulchripes là một loài ruồi trong họ Asilidae. Thereutria pulchripes được White miêu tả năm 1918. Loài này phân bố ở miền Australasia.